# ريا (اسم)
ريا هو اسم علم مؤنث من أصل عربي، ومعناه هو جاء جمعًا للرحبة، وهي الأرض المتسعة الفجوة.

## الأصل اللغوي
اسم "رَيَّاْ" في اللغة العربية يعود إلى الجذر اللغوي "ر-ي-ي" الذي يعني الرياح أو الريح. يُستخدم هذا الاسم للدلالة على شخصية تُرتبط بالهواء والرياح، أو قد يُفهم أيضًا كنسبة إلى النشاط والحيوية أو الرحبه و السعه.

## شخصيات تحمل الاسم
- ريا الحسن (سياسية لبنانية، 1967 – )
- ريا باران (متزلجة فنية ألمانية، 2 نوفمبر 1922 – 12 نوفمبر 1986)
- ريا بيرلمان (ممثلة أمريكية، 31 مارس 1948[3][4] – )
- ريا دورام (عارضة من الولايات المتحدة الأمريكية، 1 يوليو 1978[5] – )
- ريا سين (ممثلة هندية، 24 يناير 1981[6] – )
- ريا سيهورن (ممثلة أمريكية، 12 مايو 1972 – )
- ريا شاكرابارتي (1 يوليو 1992 – )
- ريا كابور (منتجة أفلام هندية، 5 مارس 1987 – )
- ريا مساروس (لاعبة كرة يد مجرية، 14 أبريل 1994 – )
- ريا ميتشيل (10 ديسمبر 1890[7][8] – 16 سبتمبر 1957[7][8])

## وصلات خارجية
- موسوعة السلطان قابوس لأسماء العرب نسخة محفوظة 5 أبريل 2019 على موقع واي باك مشين.